# Michael Diel
Michael Diel (geboren am 25. November 1980 in Bochum) ist ein deutscher Schauspieler und Schriftsteller. Als Autor ist er bekannt als Verfasser mehrerer Science-Fiction-Romane aus dem BattleTech-Universum.

## Leben
Nach dem Besuch der Schule in Bochum und dem Wehrdienst, den er in Münster ableistete, studierte Diel Informatik an der Universität Dortmund, wo er mit dem Master abschloss. Danach arbeitete er acht Jahre lang als Manager von IT-Projekten. Schon während der Schulzeit hatte er sich für die Bücher aus dem BattleTech-Universum begeistert, angefangen mit Der Söldnerstern von William H. Keith, Jr. Ab 2004 erschienen dann beginnend mit Wahnsinn und Methode drei von Diel verfasste BattleTech-Romane.
Seit 2017 arbeitet Diel in Kanada. Dort absolvierte er auch eine schauspielerische Ausbildung an der Vancouver Film School und am Vancouver Theatresports Improv Comedy Institute. Ab 2015 trat er in mehreren deutschen Reality-TV-Fernsehserien auf, namentlich Verdachtsfälle, Die Trovatos – Detektive decken auf, Auf Streife und in Die Ruhrpottwache. Im kanadischen Fernsehen erschien er bislang unter anderem in der Miniserie The Society (2018) und in drei Episoden der Serie Cops in Cars (2019), wo er auch als Produzent und Drehbuchautor erscheint.

## Bibliografie
Die folgenden drei Romane Diels sind in der Classic-Battletech-Buchreihe im Verlag Fantasy Productions erschienen:
- 1 Wahnsinn und Methode. 2004, ISBN 3-89064-592-5.
- 4 Über dem Gesetz. 2004. ISBN 3-89064-517-8.
- 15 Schattenkrieg 1: En Passant. 2007, ISBN 978-3-89064-479-0.